# Mysterien des Lebens Jesu
In der (katholisch-)theologischen Literatur wird unter den Mysterien des Lebens Jesu sowohl die einzelne Lebensstation des geglaubten (nicht des historischen) Jesus als auch die Bedeutung dieser Lebensstation für Jesus als Fleisch gewordene zweite Hypostase Gottes und für uns verstanden. 
Als einzelnes Mysterium wird z. B. Jesu Geburt, seine Beschneidung, das Weinwunder von Kana, das Durchstechen seiner Seite am Kreuz (Johannes 19,34 ) verstanden. Erst spät in der Neuzeit wurde die spirituelle Dimension der Mysterien des Lebens von der systematisch-theologischen Durchdringung getrennt (was, wie oftmals geklagt wird, zum Schaden für beide Seiten geschah).